# Émile Dezaunay

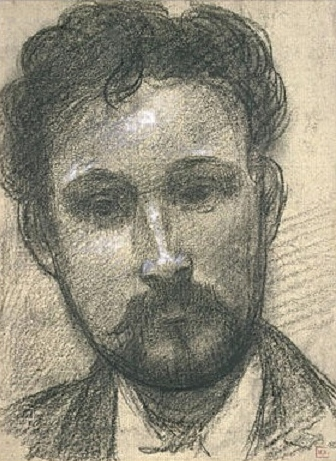
Retrato de Emile Dezaunay por Pierre Puvis de Chavannes

Émile Alfred Marie Dezaunay, nacido en Nantes el 25 de febrero de 1854 y muerto en la misma ciudad el 4 de junio de 1938, fue un pintor y grabador francés.

## Biografía
Nacido en el número 3 de la rue Du Guesclin de Nantes, en el seno de una familia de ricos comerciantes, Émile Dezaunay quedó huérfano de padre en 1857. Su madre, Caroline Tronson, prima hermana de Julio Verne, lo crio sola, bajo la tutela de los tíos del niño. El pintor de Nantes Jules-Élie Delaunay le recomendó ingresar en la Escuela de Bellas Artes de París donde se incorporó como alumno suyo en 1875. También fue alumno del simbolista Pierre Puvis de Chavannes.
Se casó en Nantes en 1884 y participó en la Exposición Trienal de Bellas Artes de Nantes en 1886, exposición a la que fueron invitados pintores experimentados que ya habían participado en el Salón de París. En esta ocasión, Émile Dezaunay conocerá a Maxime Maufra, siete años más joven, y entre ambos se establecerá una gran amistad.
Dezaunay frecuentó el estudio del grabador Eugène Delâtre, donde Maufra también realizó sus primeros grabados en 1892, influenciado por Paul Gauguin.
Destaca en el arte de la acuarela y el grabado. Su carrera fue particularmente fructífera entre 1892 y 1909. El crítico Arsène Alexandre escribió sobre él: «Su arte es a la vez popular y refinado, travieso cuando mira, cándido cuando cuenta».
Dezaunay expuso obras y participó hasta 1914 en todos los Salones organizados por la Société des arts de Nantes.
A partir de 1892, frecuentó a Aristide Briand y al poeta Victor-Émile Michelet en el estudio del Bateau-Lavoir de Maxime Maufra en Montmartre. Ese mismo año expuso en la segunda muestra de pintores impresionistas y simbolistas.
Se trasladó a Neuilly-sur-Seine en 1897 y expuso en la galería Moline, rue Laffitte, en París. Pone a la venta en una subasta en el Hotel Drouot un centenar de sus obras el 25 de marzo de 1898. En esta ocasión se publica un catálogo, prologado por Arsène Alexandre.
En 1909 vuelve a instalarse en Nantes tras la muerte de su hijo mayor. La pareja llevará allí una vida retirada, dejando su hogar solo para breves estancias en Bretaña y la Vendée. Expuso únicamente en el Salon d'Automne, pero participó en todas las exposiciones organizadas por los Amigos de las Artes y los Artistas bretones hasta 1914. En 1913, se instala en una casa en la rue des Folies Chaillou de Nantes, construida por Paul Devorsine, arquitecto y suegro de su hija que vivía en la casa vecina. A partir de entonces pintará en el amplio y luminoso estudio que da al gran jardín con sus cedros centenarios y parterres de flores.
Su amigo Maxime Maufra murió el 23 de mayo de 1918. Habían hecho largas caminatas juntos por Bretaña. Presentó en el Salon d'Automne de 1928 las pinturas Port de Manech (marina) y Château de Clisson (Loire-Inférieure) .
Dezaunay enviudó en 1929.
En 1934, la galería Mignon-Massart le dedicó una exposición, presentando 42 pinturas, muchas de las cuales habían sido expuestas anteriormente en el Salon d'Automne. En febrero de 1938 , esta misma galería acoge otra exposición de sus obras que Dezaunay inaugura antes de su muerte el 4 de junio de 1938 .
Su domicilio está fijado en esta fecha en el pasaje Saint-Yves en Nantes. Fue enterrado tres días después en el cementerio de La Bouteillerie.

## Obras en las colecciones públicas
- Nantes, Museo de Bellas Artes :
  - El cazador furtivo, antes de 1889, óleo sobre lienzo;[7]
  - Jovencita de Pont-L'Abbé ; Jefe de estudio, antes de 1912, óleo sobre lienzo;[8]
  - El puerto de Nantes, 1914, óleo sobre lienzo;[9]
  - Niñas con castañas, 1899, óleo sobre lienzo;[10]
  - Retrato de niño, anterior a 1912, óleo sobre lienzo;[11]
  - En la playa, óleo sobre lienzo.[12]
- Pont-Aven, Museo de Bellas Artes :
  - Regreso de la pesca, hacia 1900, acuarela ;
  - Chica joven sentada de Rosporden, hacia 1895, aguatinta en color ;
  - El pequeño mendigo de Pleyben, hacia 1895, aguatinta en color ;
  - El Aven en el Moulin Neuf ;
  - Volviendo de pescar .
- Quimper, Museo Departamental Bretón :
  - colección de dibujos y grabados, incluyendo :
    - Niña y niño de Rosporden, aguafuerte y aguatinta en colores, 24 × 31;[13]
    - Mystère de Saint Gwénolé, 1898, ilustración para la portada de la obra representada en el teatro Morlaix y en la plaza principal de Ploujean el 13 y14 août 189814 de agosto de 1898 .
- Saint-Nazaire, Museo de Bellas Artes : Armada en Saint-Michel, 1913.

Œuvres d'Émile Dezaunay
Joven bretona de Pont-Aven (1895), punta seca, Quimper, museo departamental bretón .Joven bretona de Pont-Aven (1895), punta seca, Quimper, museo departamental bretón .
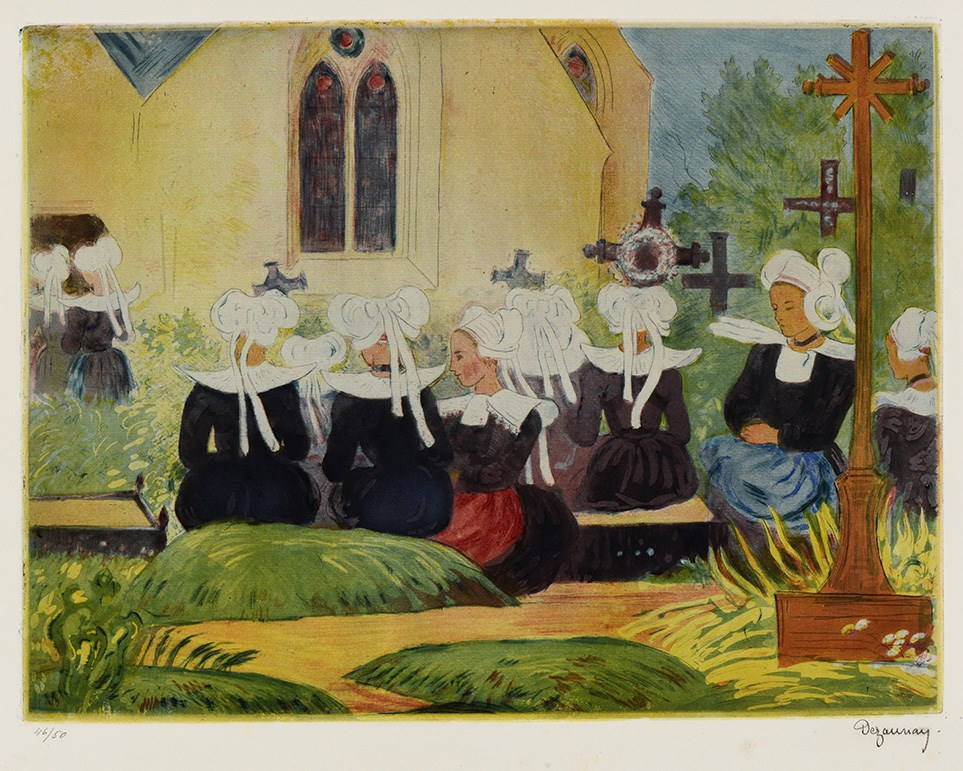
Messe Bretonne, grabado en color, Quimper, Museo Departamental Bretón .
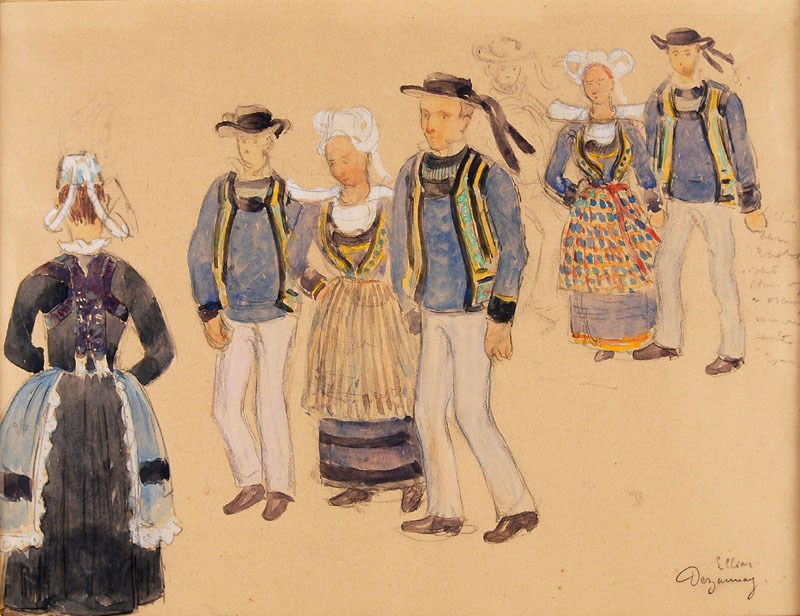
Trajes bretones, gouache, Quimper, museo departamental bretón .
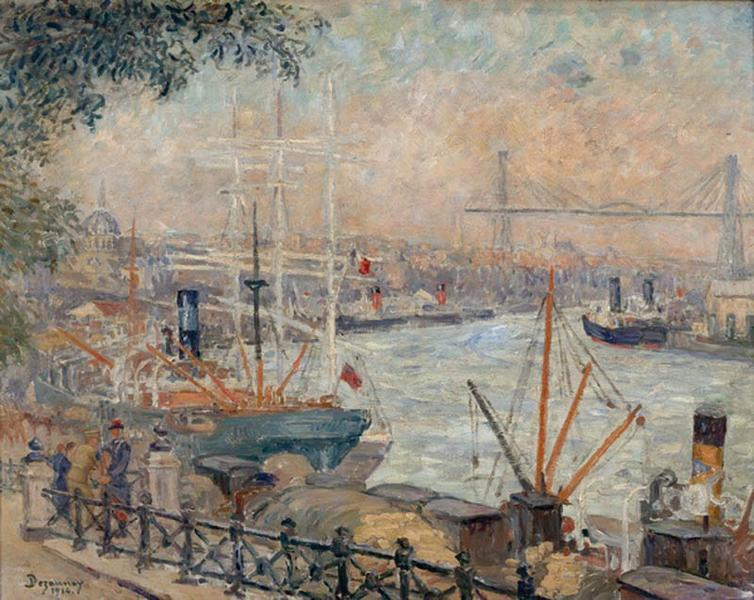
Puerto de Nantes (1914), óleo sobre lienzo, Museo de Bellas Artes de Nantes .
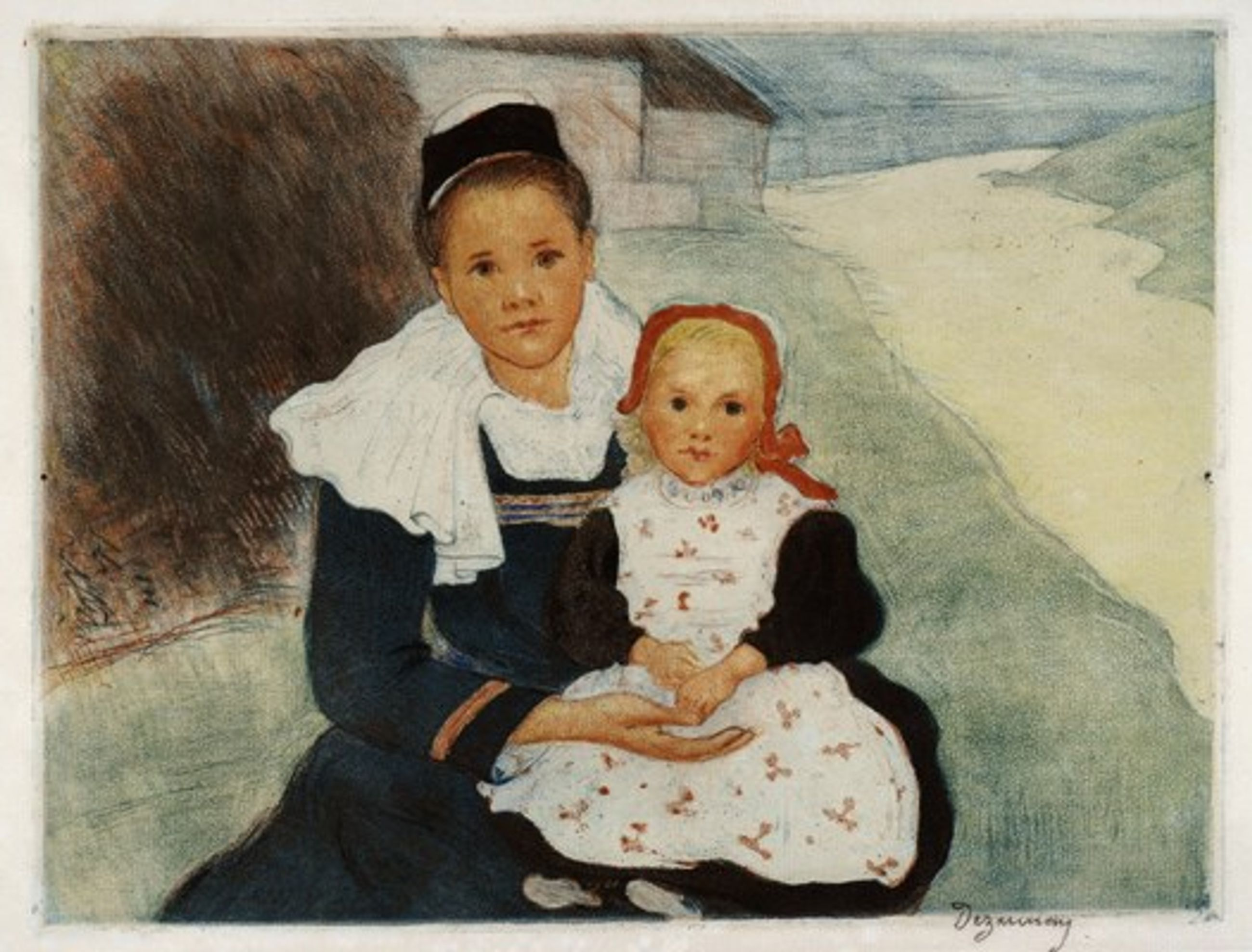
Niña y niño de Rosporden, aguafuerte y aguatinta en color, Quimper, museo departamental bretón .

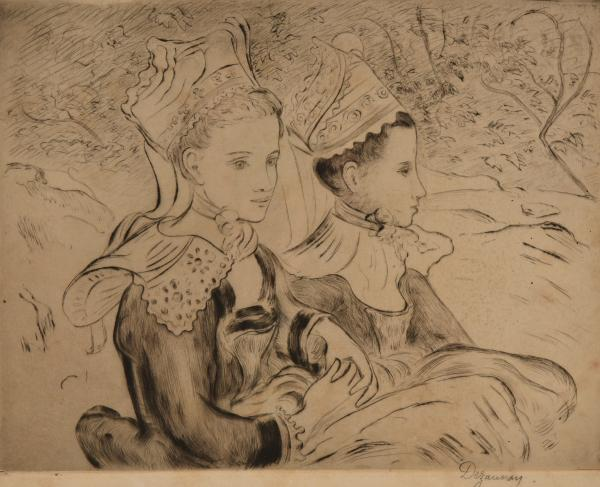
Dos mujeres bretonas, (punta seca y aguafuerte, 31 x 40 cm)
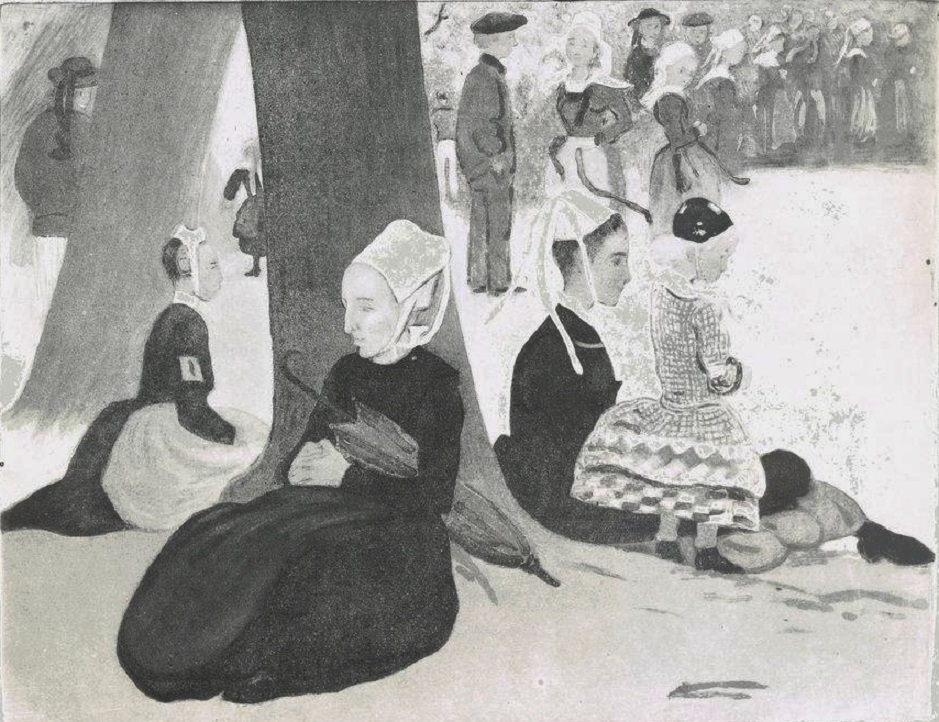
Mujeres de Plougastel en el perdón (aguatinta en colores de 30,2 x 45 cm),

## Salones
- Salón de artistas franceses de 1878, 1883, 1885 y 1890.
- Salón de la Société des arts de Nantes en la galería Préaubert en 1890 : Paisaje ; Nadar en la punta de la isla de Mabon.
- Salón de artistas franceses de 1893 : cinco lienzos.
- Salón de la Sociedad Nacional de Bellas Artes de 1894 : Antes de misa, Mujer de Bourg de Batz .
- Salón de Otoño de 1913 : Marina en Saint-Michel .

## Exposiciones
- 1886 : Exposition des beaux-arts de Nantes : Portrait ; Vue du quai de la Fosse ; Le Braconnier.
- 1892 : deuxième exposition des peintres impressionnistes à la galerie d'art parisienne de Le Barc de Boutteville.
- 1895 : [¿dónde?].
- 1897 : Exposition à la galerie Moline, rue Laffitte à Paris, première exposition personnelle avec 48 huiles sur toile, comprenant douze paysages et huit portraits, quelques dessins et aquarelles.
- 1913 : Nantes, galerie Mignon-Massart.

## Iconografía
- Pierre Puvis de Chavannes, Retrato de Émile-Alfred Dezaunay (circa 1880), carboncillo, París, Museo del Louvre.[14]

## Artículo relacionado
- Escuela de Pont-Aven

- Datos: Q3588459
- Multimedia: Émile Dezaunay / Q3588459